# Andre Moser
Andre Moser es un deportista suizo que compitió en duatlón. Ganó una medalla de plata  en el Campeonato Mundial de Duatlón de Larga Distancia de 2013.

## Palmarés internacional
| Campeonato Mundial | Campeonato Mundial | Campeonato Mundial | Campeonato Mundial |
| Año                | Lugar              | Medalla            | Prueba             |
| ------------------ | ------------------ | ------------------ | ------------------ |
| 2013               | Zofingen (Suiza)   | Medalla de plata   | Individual         |